# 倉敷市内の通り
倉敷市内の通り（くらしきしないのとおり）は、岡山県倉敷市内の愛称がついている通りの一覧である。1986年から1997年にかけ市が市民に愛称を募集した。

## 広域
- 古城池線（倉敷市道1030号駅前古城池霞橋線）
- 水玉ブリッジライン（岡山県道398号水島港唐船線）
- 鷲羽山スカイライン（岡山県道393号鷲羽山公園線）

## 倉敷地区
- 旧2号線（岡山県道162号岡山倉敷線）
- 大高街道（岡山県道274号福田老松線）
- 天城街道（岡山県道22号倉敷玉野線：大島交差点～天城）
- 観音道（岡山県道152号倉敷妹尾線）
- 駅前通り（岡山県道186号中庄停車場線）
- 倉敷中央通り（倉敷市道1030号駅前古城池霞橋線：国道429号～国道2号笹沖交差点）
- 白壁通り（倉敷市道3012号酒津大島老松線：老松町3丁目交差点～倉敷市民会館東交差点）
- マスカット通り（倉敷市道3034号中庄駅公園線：中庄駅南口～岡山県倉敷スポーツ公園前）

## 玉島地区
- 産業通り（倉敷市道1110号堀貫線：新倉敷駅前～クラレ入口交差点）
- 停車場線（岡山県道41号新倉敷停車場線）
- 大師通り
- 美袋線（岡山県道54号倉敷美袋線）
- 良寛通り（岡山県道191号玉島港線～倉敷市道1117号玉島寄島線：玉島中央町一丁目交差点～玉島児童館交差点）

## 児島地区
- 中山公園通り（岡山県道21号岡山児島線：稗田南交差点～児島支所東交差点）
- 鷲羽山通り（倉敷市道1082号萱刈阿津線：児島支所東交差点～国道430号元浜中央交差点）
- 龍王山通り（倉敷市道1138号砂走り線：児島警察署交差点～児島駅南交差点）
- マリーン通り（国道430号、岡山県道21号岡山児島線：児島支所東交差点～元浜団地口交差点）
- 武左衛門通り（倉敷市道1080号白馬塩生線：児島駅口交差点～児島駅北交差点）

## 水島地区
- 産業道路（岡山県道188号水島港線）
- 八間川通り（倉敷市道3016号連島町連島西千鳥町線、倉敷市道3017号福田町浦田西千鳥町線：国道430号三菱正門前～相生橋）
- 水島商店街通り（倉敷市道4307号西千鳥町西寿町線：国道430号福崎町交差点～倉敷市道215-8号水島東寿町8号線、倉敷市道216-14号水島西寿町14号線）
- 水島彫刻通り（倉敷市道4321号水島南北2号線、倉敷市道4323号水島南北1号線：福田神社前交差点～国道430号交差点）